# San Lorenzo (Californie)
Pour les articles homonymes, voir San-Lorenzo.
San Lorenzo est une census designated-place située dans le comté d'Alameda en Californie.
Sa population était de 23 452 habitants en 2010.
Le premier bureau de poste a ouvert en 1854.
San Lorenzo a une activité essentiellement agricole, axé sur une production de fruits et de fleurs entre le milieu du XIXe siècle et du XXe siècle.

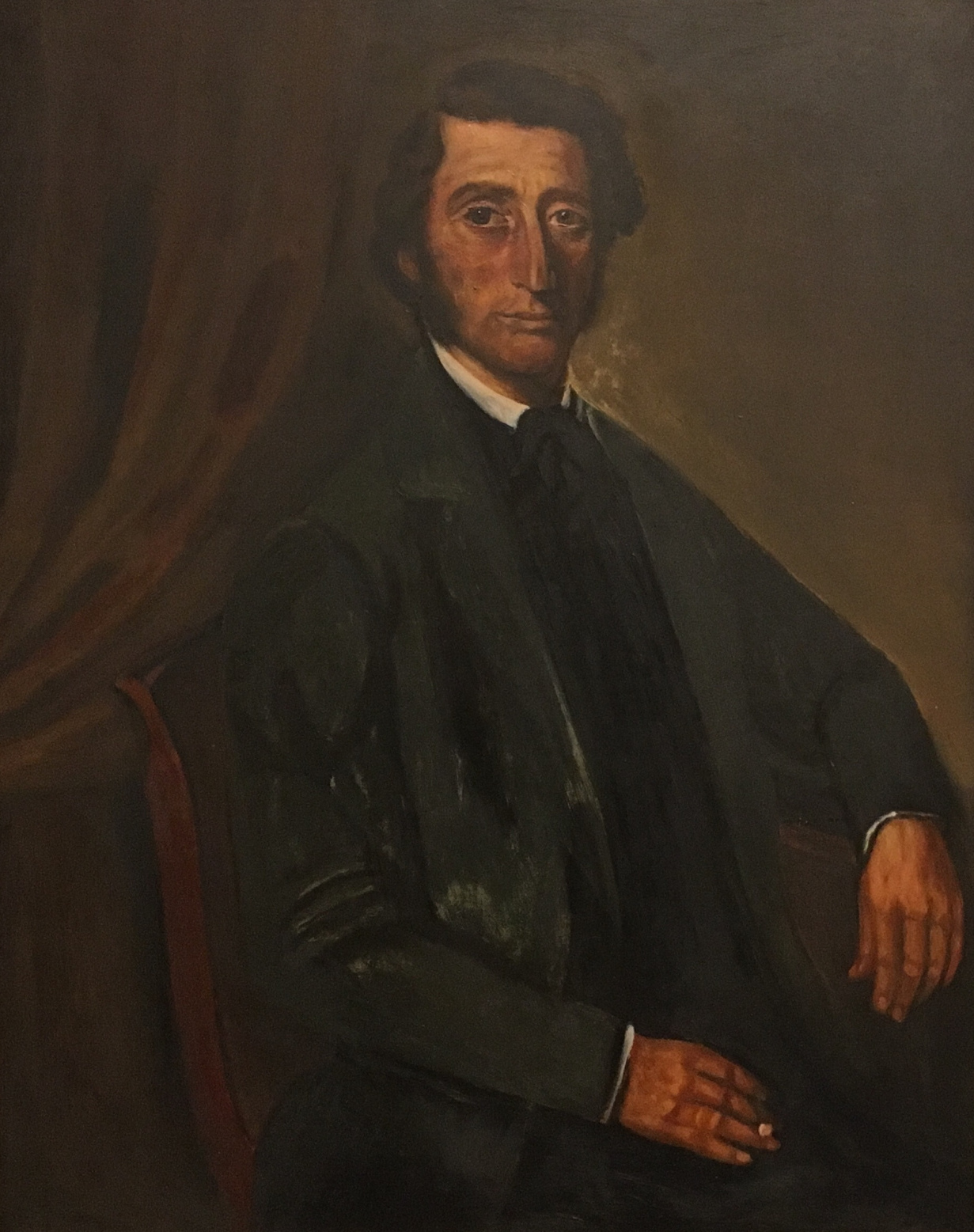
San Lorenzo est nommé d'après Rancho San Lorenzo, un vaste domaine accordé en 1841 à Don Guillermo Castro.
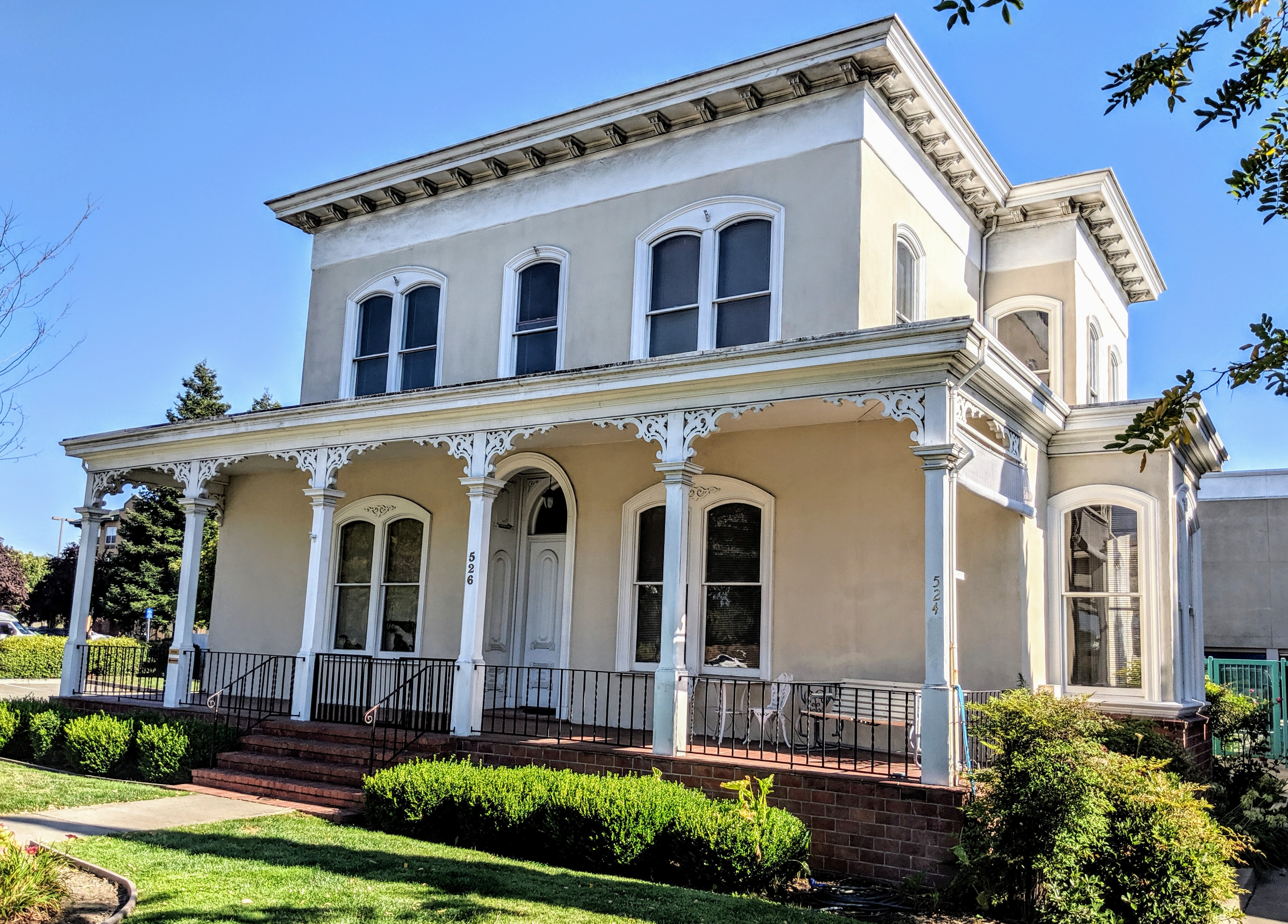
Maison construite par William Roberts à San Lorenzo.

## Démographie
| 2000   | 2010   | - | - | - | - |
| ------ | ------ | - | - | - | - |
| 21 898 | 23 452 | - | - | - | - |